# Andrew Fletcher
Andrew John Fletcher (Nottingham, 8 de julio de 1961-Londres, 26 de mayo de 2022) fue un músico y productor discográfico británico conocido por ser miembro fundador del grupo de música electrónica Depeche Mode.

## Biografía
Nació en Nottingham pero creció en Basildon, en Essex, donde en la escuela siendo niños jugaba con Martin Gore. En 1977 formó con Vince Clarke un dúo llamado No Romance in China, después Clarke tuvo otra banda llamada The Plan y compartían shows con Martin Gore y su grupo French Look, finalmente, en 1980, Clarke, Gore y Fletcher unieron fuerzas para formar el trío Composition of Sound que, al poco tiempo, con el ingreso del cantante David Gahan, cambió su nombre a Depeche Mode.
Nunca tuvo algún talento especial para la música, únicamente su amistad incondicional con Martin Gore, por lo que en un principio se dedicó a llevar las cuentas de lo que obtenían, prácticamente hizo de mánager del grupo durante sus primeros años hasta que Jonathan Kessler tomó ese lugar en 1986. Además de ello, siempre participó como teclista con Depeche Mode.
Vince Clarke abandonó el grupo después de su primer disco, tras unos meses fue sustituido por Alan Wilder quien resultó ser enormemente talentoso. Curiosamente, Fletcher fue el primer miembro del grupo que realizó un proyecto solista, en 1984 durante las grabaciones de Some Great Reward cuando grabó su álbum Toast Hawaii en el cual Martin Gore y Alan Wilder colaboraron tocando el piano. El disco consistió de covers de distintas canciones y era más una broma que un verdadero intento de álbum solista. La discográfica lo encontró con muy poco potencial comercial y ni siquiera se llegó a publicar por lo que actualmente es un material raro muy difícil de encontrar.
Después de ello, poco a poco, su relación con Wilder se fue deteriorando pues este siempre le hizo constantes reclamos por no aportar nada al grupo. Presuntamente ambos habrían tenido una discusión subida de tono, en la que incluso habrían llegado a las manos, antes de un concierto en Salt Lake City durante la gira Tour for the Masses.
En 1990 se ausentó poco antes de que concluyeran su disco de ese año, Violator, y en 1994, cuando la gira Devotional Tour se extendió por Canadá y Estados Unidos como Exotic Tour, debido a una crisis nerviosa abandonó la banda, por lo cual Daryl Bamonte tomó su lugar para concluir la gira.
En 1995 Alan Wilder abandonó el grupo y este entró en la peor crisis que habían tenido hasta ese momento; mucho se habló de su posible disolución. En 1996 se reunió con Martin Gore para comenzar a trabajar en un nuevo disco, se pensó muy seriamente en prescindir de David Gahan quien parecía irremediablemente sumergido en su adicción a las drogas. Sin embargo, la presencia de Fletcher resultó ser el factor de unidad que sacó adelante al grupo. Después de todo, Martin Gore tan solo era un músico talentoso con problemas y Dave Gahan era un buen cantante con muchos más problemas, pero con Fletcher eran un grupo.
Para 1997 asumió el papel de portavoz oficial de Depeche Mode a la hora de dar entrevistas y hacer promoción. Además viajó por el mundo presentándose como DJ. En 2003 fundó su propio sello discográfico especializado en promover música electrónica, Toast Hawaii, del cual surgió el dúo Client, aunque tras su separación del sello, éste quedó inactivo.
Es de llamar la atención que en los álbumes de Depeche Mode como trío, A Broken Frame de 1982, Ultra de 1997, Exciter de 2001, Playing the Angel de 2005, Sounds of the Universe de 2009, Delta Machine de 2013 y hasta Spirit de 2017, Fletcher tuvo una mayor participación vocal, una especie de hincapié acerca de que el grupo en esos discos estaba formado por tan solo por tres integrantes. Sin embargo, su participación vocal en el escenario fue mucho más limitada.
Durante años el papel de Fletcher en el grupo fue motivo de confusión, aún entre sus propios seguidores. Aunque nominalmente era otro tecladista, en realidad, su rol en Depeche Mode era grabando algunas partes de bajo eléctrico, las cuales en concierto se reproducían desde sintetizador; en el video promocional de "It's No Good" del álbum Ultra de 1997 se hizo una referencia abierta a ello al aparecer como un contrabajista. En conciertos, Fletcher solo tocaba las partes básicas de teclado.
Conocida su mala relación con Alan Wilder, se sabe que conservó una cercana amistad con Vince Clarke. En febrero de 2010, en un concierto especial de DM en Londres, apareció sin previo aviso Alan Wilder para tocar con Martin Gore el tema Somebody, al salir, Fletcher lo topó en el escenario y lo abrazó, conciliando aquella vieja rencilla nunca publicitada.

### Fallecimiento
El 26 de mayo de 2022, Fletcher falleció en Londres. Depeche Mode lo dio a conocer con un breve comunicado a través de redes sociales:

"Estamos conmocionados y llenos de una tristeza abrumadora por el fallecimiento prematuro de nuestro querido amigo, miembro de la familia y compañero de banda Andy 'Fletch' Fletcher. Fletch tenía un verdadero corazón de oro y siempre estaba allí cuando necesitabas apoyo, una conversación animada, una buena carcajada o una pinta fría. Nuestros corazones están con su familia. Les pedimos que lo tengan en cuenta y respeten su privacidad en este momento difícil".

Varios músicos y bandas manifestaron desde ese día sus condolencias, incluyendo Erasure, Alison Moyet y el propio Alan Wilder.
Pocas horas después, trascendió en medios que su muerte se debió a causas naturales. Pasado un mes, por petición de su familia, se detalló formalmente por la banda que el acontecimiento se debió a una disección aórtica y el músico murió en su casa sin haber sufrido.

### Póstumamente
Andrew Fletcher participó en todos los discos de Depeche Mode hasta su fallecimiento en 2022. En octubre de ese mismo año, DM dio a conocer la publicación de su décimo quinto álbum, Memento Mori, en el cual trabajaron desde 2020 y el deceso de Fletcher les sorprendió unas siete semanas antes de su grabación, pero decidieron continuar con su realización porque se sintieron seguros de que era lo que hubiera querido pues se encontraba muy entusiasmado con ello.
El disco apareció en marzo de 2023 con una dedicatoria a su memoria por parte de sus dos compañeros.
En enero de 2025, un diario británico reveló que Andrew Fletcher habría dejado una fortuna de £46'000,000, es decir, unos cerca de 57 millones de dólares o más de 55 millones de euros.